# Hans-Martin Theopold
Hans-Martin Theopold (* 22. April 1904 in Detmold; † 27. August 2000 Wuppertal) war ein deutscher Pianist und Musikpädagoge (Hochschullehrer). Für den Henle-Verlag versah er zahlreiche Klaviernoten-Ausgaben mit Fingersätzen.

## Leben
Hans-Martin Theopold war das jüngste von fünf Kindern des Pfarrers der Detmolder Erlöserkirche am Markt Eduard Theopold († 3. März 1923). Mit acht Jahren trat er mit seinem Klavierlehrer, Musikdirektor Theodor Vehmeier, erstmals öffentlich auf; mit zehn begleitete er als Organist die Gottesdienste seines Vaters in der Marktkirche. Im Januar 1921 debütierte er als Solist mit Ludwig van Beethovens Klavierkonzert C-Dur im Detmolder Landestheater.
Im Herbst 1922 legte Theopold das Abitur am Gymnasium Leopoldinum in Detmold ab. Anschließend studierte er Musik und Klavier (Hauptfach) an der Württembergischen Hochschule für Musik in Stuttgart bei Max von Pauer und 1923–1928 an der staatlichen akademischen Hochschule für Musik in Berlin-Charlottenburg bei Richard Rössler und Waldemar Lütschg (1877–1948). Seinen Lebensunterhalt verdiente er sich in dieser Zeit u. a. mit Klavierunterricht, Kneipenmusik und der musikalischen Begleitung von Stummfilmen. Er beschloss das Klavierstudium in Berlin 1928 mit der Note „sehr gut“, im folgenden Jahr erhielt er den „Grotrian-Steinweg-Preis“.
Nach Studienende wirkte Theopold zunächst als freiberuflicher Konzertpianist, seit 1933 war er Mitglied der Kammermusikvereinigung der Staatsoper Berlin. Rundfunk- und Schallplattenaufnahmen sowie zahlreiche Konzertreisen (u. a. USA, Skandinavien, Baltikum, Rumänien) folgten. Bei einer dieser Reisen lernte Theopold in Riga seine erste Frau Irene Tatjana Wülfing († 1983) kennen, die er 1939 heiratete. 1937 bis 1943 lehrte Theopold als Vertragslehrer („Studienprofessor“) für das Hauptfach Klavier am Bayerischen Staatskonservatorium der Musik in Würzburg, wo er 1940 NSDAP-Mitglied wurde.
Ab 1943 leitete er eine Meisterklasse für Klavier an der „Nordischen Musikschule“ in Bremen; die Lehrtätigkeit wurde durch seine Einberufung zum Kriegsdienst abgebrochen. Nach seiner Rückkehr aus der Kriegsgefangenschaft nahm er zunächst 1947–1955 seine freiberufliche Konzerttätigkeit wieder auf, bevor er nach einem kurzen Intermezzo als Leiter der Meisterklasse Klavier am Bergischen Landeskonservatorium in Wuppertal 1955–1956 zum 1. April 1956 als Professor für das Fach Klavier an das „Staatliche Institut für Schul- und Volksmusik“ der Nordwestdeutschen Musikakademie in Detmold berufen wurde. Dort lehrte er bis zu seiner Emeritierung im September 1969.
Neben seiner Lehrtätigkeit wirkte Theopold zwischen 1955 und 1975 an zahlreichen Klaviernotenausgaben des Henle-Verlags mit, die er mit Fingersätzen versah. Die diesbezügliche Korrespondenz Theopolds mit dem Verleger Günther Henle ist in der Lippischen Landesbibliothek unter der Signatur: Slg 64 Nr. 1 einsehbar.